# مرتضی دامن‌پاک جامی
مرتضی دامن‌پاک جامی (زادهٔ شهریور ۱۳۴۲) در شهرستان تربت جام، سیاستمدار و سفیر ایران در جیبوتی، دانمارک و پرتغال بوده است.
وی تحصیلات دوران ابتدایی تا دبیرستان را در زادگاه خود با موفقیت پشت سر گذاشت و در سال ۱۳۶۰، زمانی که به دلیل انقلاب فرهنگی دانشگاه‌ها بسته شده بودند، وارد دانشکده افسری امام علی شد، اما روحیات ناسازگار با فضای خشک نظامی و شوق تحصیل در رشته پزشکی باعث شد تا تحصیل در این دانشکده را نیمه تمام رها کند. در نهایت، تقدیر او را به تحصیل در دانشکده روابط بین‌الملل وزارت امور خارجه کشاند، جایی که در سال ۱۳۶۸ در رشته روابط سیاسی در مقطع لیسانس فارغ‌التحصیل شد. وی موفق شد در سال‌های ۱۳۸۷ و ۱۳۹۷ در مقاطع کارشناسی ارشد و دکتری روابط بین‌الملل به ترتیب در دانشگاه‌های تهران و علامه طباطبایی تحصیلات تکمیلی را به پایان برساند.

## زندگی‌نامه
- ۱۳۶۸–۱۳۷۰: ورود به وزارت امور خارجه به عنوان کارشناس سیاسی سازمان‌های بین‌المللی.
- ۱۳۷۰–۷۴:کارشناس سیاسی سفارت جمهوری اسلامی ایران در سازمان ملل در وین
- ۱۳۷۴–۸۰: رئیس ادارات امور اکو و همکاری‌های اقتصادی چندجانبه در وزارت امور خارجه.
- ۱۳۸۳–۱۳۸۰: سفیر جمهوری اسلامی در اتیوپی و جیبوتی.[۲]
- ۱۳۸۳–۸۸: معاون مدیر کل همکاریهای اقتصادی بین‌المللی وزارت خارجه.
- ۱۳۸۷: رئیس دبیرخانه و دبیر اجرایی ستاد برگزاری دهمین اجلاس سران اکو در تهران.
- ۱۳۹۱–۱۳۸۸: سفیر جمهوری اسلامی ایران در دانمارک.[۳]
- ۱۳۹۲–۹۸: معاون پژوهشی و مطالعاتی مرکز مطالعات سیاسی و بین‌المللی وزارت خارجه.
- ۱۳۹۸–۱۴۰۲ سفیر ایران در پرتغال
- ۱۴۰۲-اکنون: پژوهشگر ارشد مرکز مطالعات سیاس و بین‌المللی وزارت خارجه[۴]

مسئولیتهای ملی و بین‌المللی
- ۱۳۷۱–۷۲: مخبر و عضو هیئت رئیسه هیئت مدیره سازمان توسعه صنعتی ملل متحد (یونیدو).
- ۱۳۸۸: رئیس شورای نمایندگان دائم سازمان همکاری اقتصادی (اکو).
- ۱۳۹۲–۱۳۹۸: عضو کمیته ملی حافظه جهانی، کمیسیون ملی یونسکو.
- ۱۳۹۲–۱۳۹۶: عضو مجمع هماهنگی بانک‌های اسنادی و مراکز تاریخ پژوهی کشور.
- ۱۳۹۴: عضو گروه خبرگان سازمان همکاری دی-۸.
- ۱۳۹۲–۱۳۹۸: عضو شورای علمی مؤسسه بین‌المللی مطالعات آسیای مرکزی (ایکاس).
- ۱۳۹۴–۱۳۹۸: عضو کمیته امور بین‌الملل جشنواره بین‌المللی فارابی.

## تالیفات

#### کتاب
- جستارهایی پیرامون تاریخ روابط خارجی ایران
- دیپلماسی اقتصادی جمهوری اسلامی ایران: روندها و تحولات، فرصت‌ها و چالش‌های پس از توافق هسته‌ای
- تحول دیپلماسی اقتصادی در سیاست خارجی ایران وتاثیر آن بر روابط ایران و آسیای مرکزی
- خرگرد جام در گذرگاه جاده ابریشم (مقدمه)
- روابط تاریخی و فرهنگی ایران و دانمارک: بزرگداشت هشتاد سال روابط دیپلماتیک (مجموعه مقالات) فارسی
- گزیده عکس‌های تاریخی دوره قاجار موجود در آرشیو اسناد و تاریخ دیپلماسی وزارت امور خارجه (مدیر پروژه)
- اقتدار، ارتقاء و استیلا چین، روسیه و آمریکا به دنبال ارتباط و قدرت (ترجمه)
- اطلس گزیده نقشه‌های تاریخی دوره قاجار در آرشیو وزارت امور خارجه (مدیر پروژه)
- دیپلماسی اقتصادی ایران در آسیای مرکزی
- اتحاد و دوستی: مجموعه مقالات همایش ۱انصد سال روابط ایران و پرتغال

مقالات علمی
- انتشار ده‌ها مقاله علمی در نشریات معتبر علمی و پژوهشی داخلی و خارجی در زمینه دیپلماسی اقتصادی ایران، دیپلماسی انرژی، سازمان تجارت جهانی، همکاریهای منطقه ای، سازمان اکو، سازمان دی-هشت، تاریخ روابط خارجی ایران، مطالعات ایرانشناسی، همکاریهای جاده ابریشم و…